# 経ヶ岳 (佐賀県・長崎県)
経ヶ岳（きょうがたけ）は、佐賀県鹿島市と藤津郡太良町および長崎県大村市の境に位置する多良岳山系に属する火山である。

## 概要
経ヶ岳の標高は1,075.7mで、佐賀県最高峰の山であると同時に、多良岳山系最高峰の山でもある。多良岳県立自然公園の一部である。九州百名山に選ばれている。古くに噴火した多良岳の火口の、北西部の先端が山頂となっている。噴火の記録は残っていない。標高1,000m以上の山としては日本で最西端に位置する。従って日本国内には、経ヶ岳より西にそれより高い地点はない。

## 登山
山頂では多良岳や五家原岳、大村湾等を、天気が良ければ雲仙岳をも見渡すことができる。南東には多良岳があり、両山を尾根伝いに縦走する人も多い。

### 最寄りの登山口
- 佐賀県鹿島市平谷の奥平谷キャンプ場（国道444号）
キャンプ場は冬季休業する。キャンプ場近くには平谷温泉がある。
- 長崎県大村市黒木（国道444号）